# 代田法
代田法是西汉农学家赵过发明并推行的一种农田耕作方法，基于春秋战国时期的垄作法（或称畎亩法）发展而成。代田法以两年为周期，通过对农田同一处开沟、作垄的交替来达到自然回复土地肥力的目的，同时还能达到保苗抗旱的效果。由于开沟的位置每年都会变换，因此得名“代田”。
```
具体方法
```